# Ombrophila
Ombrophila is een geslacht van schimmels behorend tot de familie Gelatinodiscaceae. Het bevat alleen Ombrophila violacea. De typesoort is later hernoemd naar Ombrophila janthina.

## Soorten
Volgens Index Fungorum telt het geslacht 97 soorten (peildatum januari 2023):
| Soortnaam                                              | Auteur(s)                        | Publicatiejaar |
| ------------------------------------------------------ | -------------------------------- | -------------- |
| Ombrophila alba                                        | (Schumach.) Boud.                | 1907           |
| Ombrophila albescens                                   | Velen.                           | 1934           |
| Ombrophila albofusca                                   | Ellis                            | 1882           |
| Ombrophila ambigua (Vlotgrasknoopje)                   | Höhn.                            | 1918           |
| Ombrophila aquatica                                    | (Lib.) Boud.                     | 1907           |
| Ombrophila aquosa                                      | Velen.                           | 1934           |
| Ombrophila archangelicae                               | Rostr.                           | 1905           |
| Ombrophila aterrima                                    | Massee                           | 1896           |
| Ombrophila aurantiaca                                  | Massee                           | 1899           |
| Ombrophila aurata                                      | Berk. & Ravenel ex W. Phillips   | 1891           |
| Ombrophila aurea                                       | Ellis                            | 1881           |
| Ombrophila baeumleri                                   | Rehm                             | 1885           |
| Ombrophila blasiae                                     | Ade                              | 1929           |
| Ombrophila blechni                                     | (P. Crouan & H. Crouan) Boud.    | 1907           |
| Ombrophila blumenaviensis                              | Henn.                            | 1902           |
| Ombrophila burgeffii                                   | Ade                              | 1926           |
| Ombrophila carnosa                                     | Velen.                           | 1934           |
| Ombrophila carolinae                                   | (De Guern.) Boud.                | 1907           |
| Ombrophila ciliata                                     | Rick                             | 1931           |
| Ombrophila crenulata                                   | Rodway                           | 1925           |
| Ombrophila culmigena                                   | (Fr.) Boud.                      | 1907           |
| Ombrophila decolorans                                  | Sacc.                            | 1889           |
| Ombrophila discoidea                                   | Rodway                           | 1925           |
| Ombrophila dusenii                                     | Henn.                            | 1900           |
| Ombrophila exidia                                      | Speg.                            | 1909           |
| Ombrophila fennica                                     | P. Karst.                        | 1871           |
| Ombrophila firmula                                     | (Rolland) Sacc.                  | 1892           |
| Ombrophila flavens                                     | Feltgen                          | 1903           |
| Ombrophila frangulae                                   | Velen.                           | 1934           |
| Ombrophila fulvescens                                  | Bres.                            | 1920           |
| Ombrophila fusca                                       | Henn.                            | 1904           |
| Ombrophila fuscohyalina                                | (Rehm) Rehm                      | 1915           |
| Ombrophila fuscopurpurea                               | E.K. Cash                        | 1958           |
| Ombrophila glyceriae                                   | Velen.                           | 1947           |
| Ombrophila graminicola                                 | Feltgen                          | 1903           |
| Ombrophila helotiiformis                               | Velen.                           | 1934           |
| Ombrophila hemiamyloidea                               | Baral & Gminder                  | 1999           |
| Ombrophila hirtella                                    | Rehm                             | 1908           |
| Ombrophila hyalina                                     | Velen.                           | 1934           |
| Ombrophila indica                                      | Syd. & P. Syd.                   | 1911           |
| Ombrophila janthina (Kegelknoopje)                     | (Fr.) Sacc.                      | 1889           |
| Ombrophila juglandis                                   | Velen.                           | 1939           |
| Ombrophila juniperinella                               | (P. Karst.) Boud.                | 1907           |
| Ombrophila kmetii                                      | Rehm                             | 1905           |
| Ombrophila lacustris                                   | Velen.                           | 1934           |
| Ombrophila lilacea                                     | (Quél.) Sacc.                    | 1889           |
| Ombrophila limosa                                      | Rehm                             | 1913           |
| Ombrophila linteosa                                    | Velen.                           | 1922           |
| Ombrophila longicauda                                  | Henn.                            | 1902           |
| Ombrophila longispora                                  | Velen.                           | 1934           |
| Ombrophila lupini                                      | Velen.                           | 1934           |
| Ombrophila lysichitonis                                | Kanouse                          | 1948           |
| Ombrophila marchica                                    | Rehm                             | 1893           |
| Ombrophila microsperma                                 | Henn.                            | 1902           |
| Ombrophila microspora                                  | (Ellis & Everh.) Sacc. & P. Syd. | 1899           |
| Ombrophila morthieriana                                | Rehm                             | 1879           |
| Ombrophila multiguttulata                              | Rick                             | 1931           |
| Ombrophila nanella                                     | (P. Karst.) P. Karst.            | 1871           |
| Ombrophila neesii                                      | (Saut.) Boud.                    | 1907           |
| Ombrophila nigrescens                                  | Henn.                            | 1902           |
| Ombrophila nigripes                                    | (Pers.) Boud.                    | 1907           |
| Ombrophila olivacea                                    | Velen.                           | 1934           |
| Ombrophila orbilioides                                 | (Feltgen) Höhn.                  | 1906           |
| Ombrophila paludina                                    | (Quél.) Boud.                    | 1907           |
| Ombrophila paludosa                                    | Velen.                           | 1934           |
| Ombrophila palumbina                                   | Malençon                         | 1927           |
| Ombrophila patellarioides                              | P. Karst.                        | 1889           |
| Ombrophila pellucida                                   | A.L. Sm.                         | 1901           |
| Ombrophila pileata                                     | P. Karst.                        | 1870           |
| Ombrophila proximella                                  | (P. Karst.) Boud.                | 1907           |
| Ombrophila purpurea                                    | (Fuckel) W. Phillips             | 1887           |
| Ombrophila pusilla                                     | Velen.                           | 1934           |
| Ombrophila quisquiliaris                               | (P. Karst.) P. Karst.            | 1871           |
| Ombrophila radicata                                    | W. Phillips                      | 1888           |
| Ombrophila rhizophora                                  | Velen.                           | 1934           |
| Ombrophila rivulorum                                   | Velen.                           | 1934           |
| Ombrophila roseola                                     | Bres.                            | 1896           |
| Ombrophila rubescenti-rosea                            | Rehm                             | 1900           |
| Ombrophila rubicunda                                   | Höhn.                            | 1906           |
| Ombrophila rudis                                       | (Berk.) W. Phillips              | 1887           |
| Ombrophila sanguinea                                   | Rehm                             | 1913           |
| Ombrophila sibirica                                    | Thüm.                            | 1882           |
| Ombrophila similis                                     | (Berk. & M.A. Curtis) Sacc.      | 1889           |
| Ombrophila solani                                      | Velen.                           | 1934           |
| Ombrophila speluncarum                                 | Lagarde                          | 1913           |
| Ombrophila sphagnicola                                 | Velen.                           | 1934           |
| Ombrophila stagnalis                                   | (Quél.) Boud.                    | 1907           |
| Ombrophila subaurea                                    | Cooke                            | 1875           |
| Ombrophila subcerinea                                  | Rehm                             | 1906           |
| Ombrophila succinea                                    | Bres. & Rehm                     | 1887           |
| Ombrophila tamseliana                                  | Henn.                            | 1908           |
| Ombrophila terrestris                                  | W. Phillips                      | 1888           |
| Ombrophila thujina                                     | Peck                             | 1911           |
| Ombrophila trachycarpa                                 | W. Phillips                      | 1891           |
| Ombrophila translucens (Doorschijnend bladvlieskelkje) | (W.L. White) Baral               | 1985           |
| Ombrophila tschatcalica                                | Raitv.                           | 1969           |
| Ombrophila vitrea                                      | Velen.                           | 1934           |